# (100389) 1995 WU8
(100389) 1995 WU8 es un asteroide perteneciente al cinturón de asteroides, descubierto el 24 de noviembre de 1995 por Naoto Sato y el también astrónomo Takeshi Urata desde el Observatorio de Chichibu, Saitama, Japón.

## Designación y nombre
Designado provisionalmente como 1995 WU8.

## Características orbitales
1995 WU8 está situado a una distancia media del Sol de 2,284 ua, pudiendo alejarse hasta 2,629 ua y acercarse hasta 1,939 ua. Su excentricidad es 0,151 y la inclinación orbital 6,736 grados. Emplea 1260 días en completar una órbita alrededor del Sol.

## Características físicas
La magnitud absoluta de 1995 WU8 es 16,4.